# Teletrans
Teletrans este o companie de telecomunicații din România, deținută de Transelectrica, compania națională de transport al energiei electrice.
Compania a fost înființată în anul 2002 și are reprezentanțe în 32 de municipii de județ, acces la rețeaua de fibră optică în peste 110 locații și legături crossborder cu Ungaria, Bulgaria, Serbia.
În anul 2009, Transelectrica era cel mai mare client al operatorului și genera 80% din veniturile Teletrans.
Cifra de afaceri:
- 2010: 15 milioane euro[3]
- 2009: 10,5 milioane euro[4]
- 2008: 8,6 milioane euro[2]